# Catoria plesia
Catoria plesia là một loài bướm đêm trong họ Geometridae.